# Земля (Польша)
Земля — историческая административная территориальная единица в Польше.
В средневековой Польше земля была основной территориальной единицей, так как образовывалась на основе княжеств, бывших независимыми во времена феодальной раздробленности. Сепарация старых территориальных единиц, и замена их новыми укрепляла власть единого короля. Деление Польши на земли одно время было альтернативой сходному делению Польши на до сих пор существующие воеводства.
Основываясь на «Annales seu cronicae incliti Regni Poloniae», более известную, как «Хроники Длугоша», с высокой долей достоверности известно, что в те времена Польское королевство делилось на следующие земли:
- Краковская земля (pl:ziemia krakowska)
- Познанская земля (ziemia poznańska)
- Сандомирская земля (ziemia sandomierska)
- Калишская земля (pl:ziemia kaliska)
- Львовская земля (pl:ziemia lwowska)
- Серадзская земля (pl:ziemia sieradzka)
- Люблинская земля (pl:ziemia lubelska)
- Ленчицкая земля (pl:ziemia łęczycka)
- Перемышльская земля (pl:ziemia przemyska)
- Белзская земля (pl:ziemia bełska)
- Куявская земля (ziemia kujawska)
- Хелмская земля (pl:ziemia chełmska)
- Поморская земля (ziemia pomorska)
- Хелминская земля (pl:ziemia chełmińska)
- Михаловская земля (pl:ziemia michałowska)
- Галицкая земля (pl:ziemia halicka)
- Добжиньская земля (pl:ziemia dobrzyńska)
- Подольская земля (ziemia podolska)
- Велюньская земля (pl:ziemia wieluńska)

Идея разделить страну на земли не имеет популярности среди нынешних властей.